# Aaron Xuereb
Aaron Xuereb (Floriana, 3 ottobre 1979) è un ex calciatore maltese, di ruolo difensore.

## Palmarès

### Club

#### Competizioni nazionali
- Campionato maltese: 3

Hibernians: 2001-2002, 2008-2009, 2014-2015
- Coppa di Malta: 4

Hibernians: 2005-2006, 2006-2007, 2011-2012, 2012-2013
- Supercoppa di Malta: 1

Hibernians: 2007